# معركة إهتمان
وقعت معركة إهتمان أو معركة إهتيمان عام 1355م /756 هـ بين البلغار والعثمانيين وأسفرت عن انتصار العثمانيين. الموقع الدقيق غير معروف، ولكن في مصدر بلغاري مجهول، يذكر أن جيوش ميخائيل أسن اشتبكت مع القوات الغازية قبل أن يتمكنوا من الوصول إلى صوفيا.

## جذور الصراع
بعد استيلاء الأتراك العثمانيين على أول قلعة في البلقان عام 1352، بدأوا بسرعة بتوسيع أراضيهم في أوروبا. من العام 1354، بدأ الغزو الإسلامي العثماني في تراقيا البلغارية، يجتاح مناطق بلوفديف وستارا زاكورا، وفي العام التالي بدأت حملة ضد المدينة الرئيسية في صوفيا.

## المعركة
استدعى نجل الإمبراطور البلغاري إيفان الكسندر، ميخائيل أسن، الجيش لوقف تقدم العدو. كانت معركة شرسة، عانى البلغار خسائر فادحة و قتل قائدهم وريث العرش. ومع ذلك، كانت الخسائر فادحة للعثمانيين أيضا و كانوا غير قادرين على مواصلة مسيرتهم إلى صوفيا.

## بعد الحرب
وأظهرت المعركة أن البلغار لم يكونوا مستعدين لتحدي الأتراك في معركة ميدانية مفتوحة، وفقدان الأبن البكر الأكثر قدرة والوريث ضربة كبيرة للبلغار و الإمبراطور. لكن المعركة ووفاته لم تذهب سدى: فالعثمانيين لم يكونوا قادرين على الوصول إلى صوفيا إلا بعد 30 عاما في 1382. لكن خلال ذلك الوقت، البلغار لا يمكن منع العثمانيين من الاستيلاء على تراقيا بأكملها.